# Bataille de Roubijné
Ne doit pas être confondu avec bataille pour Sievierodonetsk, Lyssytchansk et Roubijné.
Invasion de l'Ukraine par la Russie de 2022
Guerre du Donbass
Batailles
Offensive de Kiev (Jytomyr, Kiev) : 
- 1re Hostomel
- Tchernobyl
- Ivankiv
- Kiev
- 2e Hostomel
- Vassylkiv
- Boutcha
- Irpin
  - Bombardement de réfugiés
- Jytomyr
- Mochtchoun
- Makariv
- Brovary

Offensive du Nord (Tchernihiv, Soumy) :
- Hloukhiv
- Slavoutytch
- Bombardements
- Soumy
- Trostianets
- Tchernihiv
- Okhtyrka
- Lebedyn
- Konotop
- Romny
- Desna
- Escarmouches frontalières

Russie  (Briansk, Belgorod) :
- Incursions en Russie occidentale
  - Oblast de Briansk
  - Oblasts de Belgorod et de Koursk
    - Incursions de 2024

  - Bombardement de Belgorod
- Oblast de Koursk (août 2024)

Campagne de l'Est (Donetsk, Louhansk, Kharkiv)
Kharkiv :
- 1re Kharkiv
  - Tchouhouïv
  - Bombardements : en février
  - en mars
  - en avril
  - du bâtiment administratif
- Izioum
- 2e Kharkiv
  - Balaklia
  - 1re Koupiansk
  - Chevtchenkove
- 3e Kharkiv

Nord du Donbass:
- Starobilsk
- Sloviansk
  - Dovhenke
  - 1re Lyman
  - Sviatohirsk
  - Bohorodychne et Krasnopillia
  - Bombardements : Bilohorivka
  - Kramatorsk
- Sievierodonetsk
  - Kreminna
  - Donets
  - Roubijné
  - Popasna
  - Tochkivka
  - Massacre
- Lyssytchansk
- 2e Kharkiv
  - Balaklia
  - 1re Koupiansk
  - Chevtchenkove
  - 2e Lyman
- Oblast de Louhansk
  - Ligne Svatove-Kreminna
  - Serebryansky
  - 2e Koupiansk

 Centre du Donbass:
- Horlivka
- Popasna
- Svitlodarsk
- Bakhmout
  - Soledar
- Siversk
- Tchassiv Iar
- Toretsk

Sud du Donbass :
- Volnovakha
- Marioupol
  - Bombardements : de l'hôpital
  - du théâtre
  - de l'école d'art
- Pisky
- Vouhledar
  - Pavlivka
- Marïnka
- Contre-offensive de 2023
- Avdiïvka
- Novomykhaïlivka
- Pokrovsk
  - Krasnohorivka
  - Toretsk
- Bombardements :
- Makiïvka
- Donetsk

Campagne du Sud (Mykolaïv, Kherson, Zaporijjia)
- 1re Kherson
- Odessa
- Melitopol
- Mykolaïv
  - Bombardements : à fragmentation
  - du bâtiment administratif
- 1re Berdiansk
- Zaporijjia
- Tchornobaïvka
- Enerhodar
- Voznessensk
- Houliaïpole
- Davydiv Brid
- 2e Berdiansk
- Nova Kakhovka
- 2e Kherson
  - Doudtchany
- Dniepr
- Tchoulakivka
- Contre-offensive de 2023
  - Robotyne

Frappes aériennes dans l'Ouest et le Centre de l'Ukraine
- Lviv (02/2022)
- Vinnytsia (03/2022)
- Yavoriv (03/2022)
- Deliatyne (03/2022)
- Dnipro

Guerre navale
- Île des Serpents (02/2022)
- Moskva (04/2022)

Attaques en Crimée
- Novofedorivka (08/2022)
- Djankoï (08/2022)
- Pont de Crimée (10/2022)
- Base navale de Sébastopol (10/2022)
- Pont de Crimée (07/2023)
- Base navale de Sébastopol (09/2023)

Débordement
- Aéroport de Millerovo
- Sabotages en Russie
- Attaques en Transnistrie
- Sabotage des gazoducs Nord Stream
- Terrain d'entraînement militaire de Soloti
- Explosions en Pologne
- Bases aériennes de Dyagilevo et Engels-2
- Base aérienne de Minsk-Matchoulichtchi
- Crise russo-moldave de 2023
  - Accusations de tentative de coup d'État en Moldavie
- Incident de drone de 2023 en mer Noire
- Rébellion du groupe Wagner

Massacres
- Tchernihiv
- Boutcha
- Borodianka
- Olenivka
- Izioum

La bataille de Roubijné est un engagement militaire qui débute le 2 mars 2022, dans le cadre de l'invasion de l'Ukraine par la Russie et de l'offensive de l'est de l'Ukraine, et qui se poursuit depuis. L'objectif est le contrôle des villes de Roubijné, Sievierodonetsk et Popasna, qui est atteint par la Russie le 12 mai 2022.

## Contexte
À la suite de la crise russo-ukrainienne de 2021, le président de la Russie, Vladimir Poutine, a ordonné une « opération spéciale » qui a pour objectif de « démilitariser, dénazifier l'Ukraine et d'empêcher son entrée dans l'OTAN »; mais des observateurs occidentaux pensent qu'il s'agit de renverser le gouvernement ukrainien. Ainsi, depuis le 24 février, des combats ont lieu un peu partout en Ukraine.
À la suite du retrait russe du nord de l’Ukraine et à la concentration de ses forces dans le sud-est, les soldats russes font de plus en plus pression pour prendre des territoires à l’aide de barrages d’artillerie.
Pour l’instant, les objectifs de Moscou sur les villes de Roubijné et de Sievierodonetsk sont inconnus. Selon l’Institut américain pour l'étude de la guerre (ISW), il y aurait deux raisons possibles. La première est le contrôle total des oblasts ukrainiens de Donetsk et Lougansk pour affirmer l’indépendance des deux États autoproclamés du Donbass. La seconde serait d’empêcher les forces ukrainiennes de renforcer le front sur Izioum en les bloquant sur place et ainsi les encercler. En effet, depuis quelque temps la Russie essaie d’encercler les forces ukrainiennes à l’est du Donbass pour les forcer à la reddition.

## Bataille

### Bombardements préliminaires
Vers 15 h 0 le 28 février, les forces russes ont commencé à bombarder Sievierodonetsk, le centre administratif par intérim de l'oblast de Louhansk, situé juste au sud-est de Roubijné. Selon Serhiy Haidai, le gouverneur de l'oblast de Louhansk, une personne a été tuée et plusieurs blessées. Les gazoducs ont également été touchés par les bombardements.

### Mars
Le 2 mars, des combats ont été signalés dans presque tous les villages proches de Sievierodonetsk. Les forces russes ont continué à bombarder la ville, y compris un gymnase scolaire qui servait d'abri anti-bombes. Aucun décès n'a été signalé. À 15 h 20 ce jour-là, des responsables ukrainiens ont déclaré que les forces russes avaient tenté d'entrer dans la ville, mais avaient été repoussées. Quatre jours plus tard, Haidai a déclaré que des combats avaient lieu à la périphérie de Lysychansk, Sievierodonetsk et Roubijné.
Le 13 mars, les forces russes ont attaqué la périphérie de la ville de Roubijné. Des évacuations de civils ont eu lieu le lendemain à l'aide de bus.
Le 15 mars, Haidai a déclaré que quatre civils avaient été tués à cause des bombardements des forces russes sur un hôpital, un centre de soins pour enfants malvoyants et trois écoles à Roubijné.
Selon Svobodnaya Pressa, les forces de la République populaire de Louhansk (RPL) ont réussi à prendre une partie de la ville de Roubijné au 16 mars. Le 17 mars, les forces prorusses de la RPL ont avancé et conquis la périphérie ouest et nord-ouest de Roubijné, puis ont attaqué la partie sud de la ville vers midi, tout en s'emparant d'un bâtiment administratif de la ville. Le lendemain, la RPL contrôlait des parties de Roubijné, tandis que les combats se poursuivaient dans la partie sud de la ville. Le 19 mars, la Garde nationale ukrainienne est arrivée sur place et aurait repoussé un assaut russe. Entre le 19 et le 20 mars, les forces russes et de la RPL ont pris le village de Varvarivka, au nord de Roubijné.
Les évacuations ont continué tout le long des combats. Plusieurs dizaines de personnes ont été évacuées de la ville et de sa périphérie,,.
Selon les Ukrainiens, plusieurs assauts auraient été repoussés tout au long de la journée du 21 mars. Le 22 mars, le chef de la RPL, Leonid Passetchnik, a affirmé que « près de 80% du territoire » de la région de Lougansk avait été pris et « Popasna, Lyssytchansk, Roubijné, Sievierodonetsk et Kreminna n'ont pas été libérés ». Il a noté que la situation sur les champs de bataille est « stablement tendue » et que les unités de la milice populaire de la RPL s'efforcent de contrôler Popasna et Roubijné. Deux jours plus tard, les forces russes ont fait une avancée dans Roubijné.

### Avril

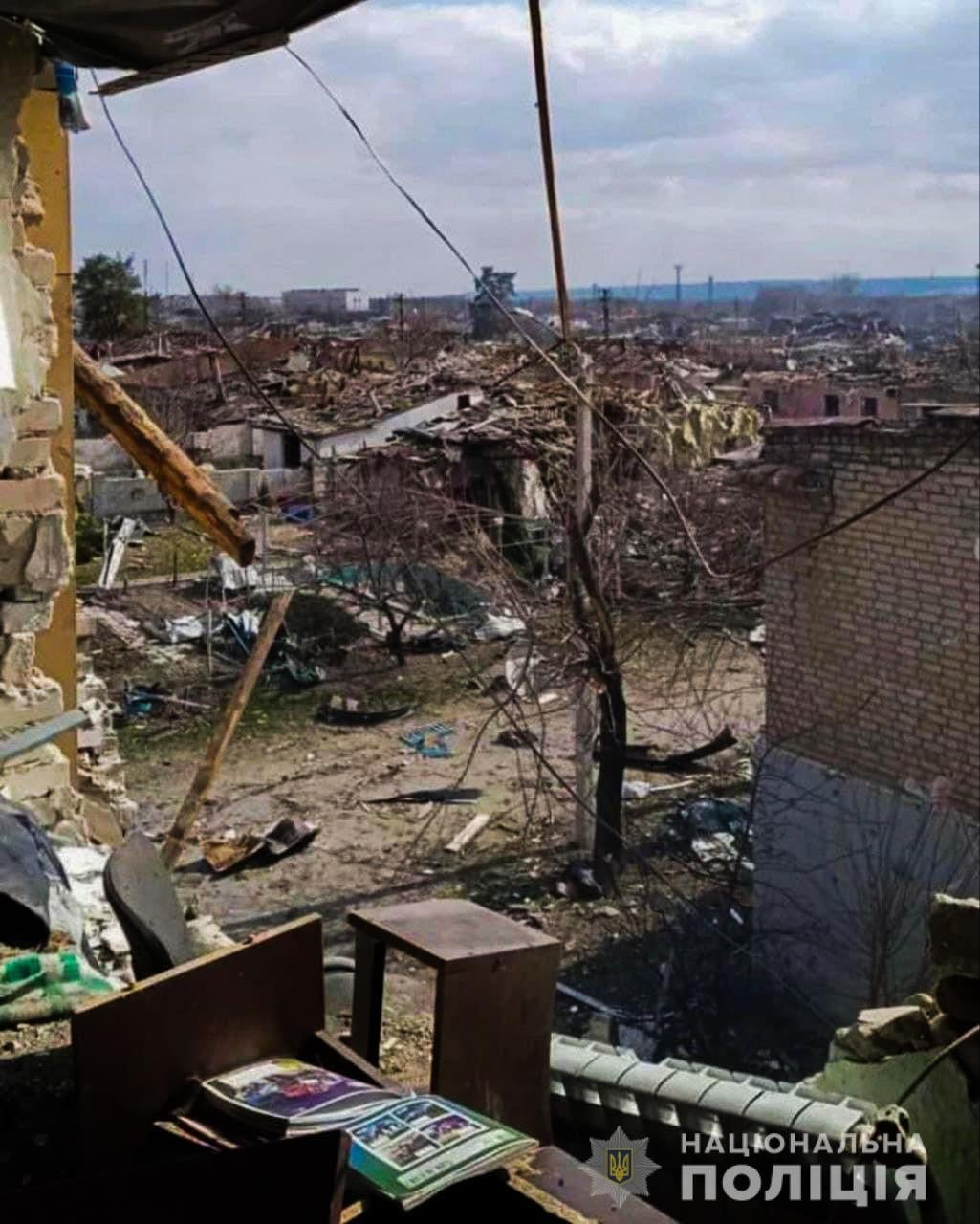
Sievierodonetsk après un bombardement, le 6 avril 2022.

Les bombardements sur la ville de Sievierodonetsk continuent. Plusieurs lieux d’habitations ont été détruits et les infrastructures sont dans un mauvais état,. Un centre humanitaire a été détruit.
Le 6 avril, les forces russes se sont emparées de 60 % de la ville de Roubijné, des obus et des roquettes tombaient sur la ville à « intervalles réguliers et soutenus ». Le lendemain, les forces ukrainiennes ont revendiqué avoir mené une offensive qui aurait repoussé les forces russes à 6–10 kilomètres de la ville de Kreminna, située au nord-ouest de Roubijné.
Le 9 avril, des éléments de la 4e division blindée de la Garde russe se seraient concentrés dans la zone près de Sieverodonetsk. Entre le 11 et le 12 avril, la poursuite des attaques russes n'a pas gagné de terrain,. Le 16 avril, l'Ukraine a affirmé que 70 % de Sievierodonetsk avaient été détruits par les bombardements russes.
Le 18 avril, la Russie a renouvelé son offensive dans l'est de l'Ukraine, lançant des frappes aériennes sur Sievierodonetsk,. Ce matin-là, les troupes russes sont entrées dans le Kreminna,, alors que les forces ukrainiennes perdaient le contrôle au milieu de violents combats. Haidai a affirmé que plus de 200 civils avaient été tués au cours de la bataille, quatre civils supplémentaires ayant été tués et un autre blessé alors qu'ils tentaient d'échapper aux combats,. Au cours des combats, un commandant de bataillon de la RPL a été tué lorsque ses combattants et lui ont été encerclés par les forces ukrainiennes près de Kreminna et « ont combattu jusqu'au dernier », selon la RPL. Les affrontements ont fait un nombre indéterminé de tués et de blessés. Le lendemain, les forces russes ont obtenu la prise totale de Kreminna,.
Le 20 avril, les forces russes et RPL ont avancé à Roubijné, s'emparant de la partie centrale de la ville. Le 26 avril, l'armée russe avance lentement vers l'ouest et le sud de la ville pour tenter d'encercler les forces ukrainiennes.

### Mai
Aux alentours du 9 mai, des combats éclatent dans la ville de Voïevodivka, une petite ville à l'est de Roubijné qui fait le lien avec Sievierodonetsk. La perte de cette localité aurait permis aux Russes d'acculer les derniers défenseurs de la ville entre leurs lignes et la rivière Donets. Cela force les Ukrainiens à abandonner la ville aux Russes en faisant sauter le 12 mai le dernier pont terrestre qui relie Roubijné et Sievierodonetsk. Le 13, la RPL et les forces tchétchènes annoncent avoir pris contrôle de l'usine chimique de Zarya et défait les derniers défenseurs ukrainiens dans la ville mettant fin de fait à la bataille de Roubijné,,,.

Ruines de Roubijné après la bataille
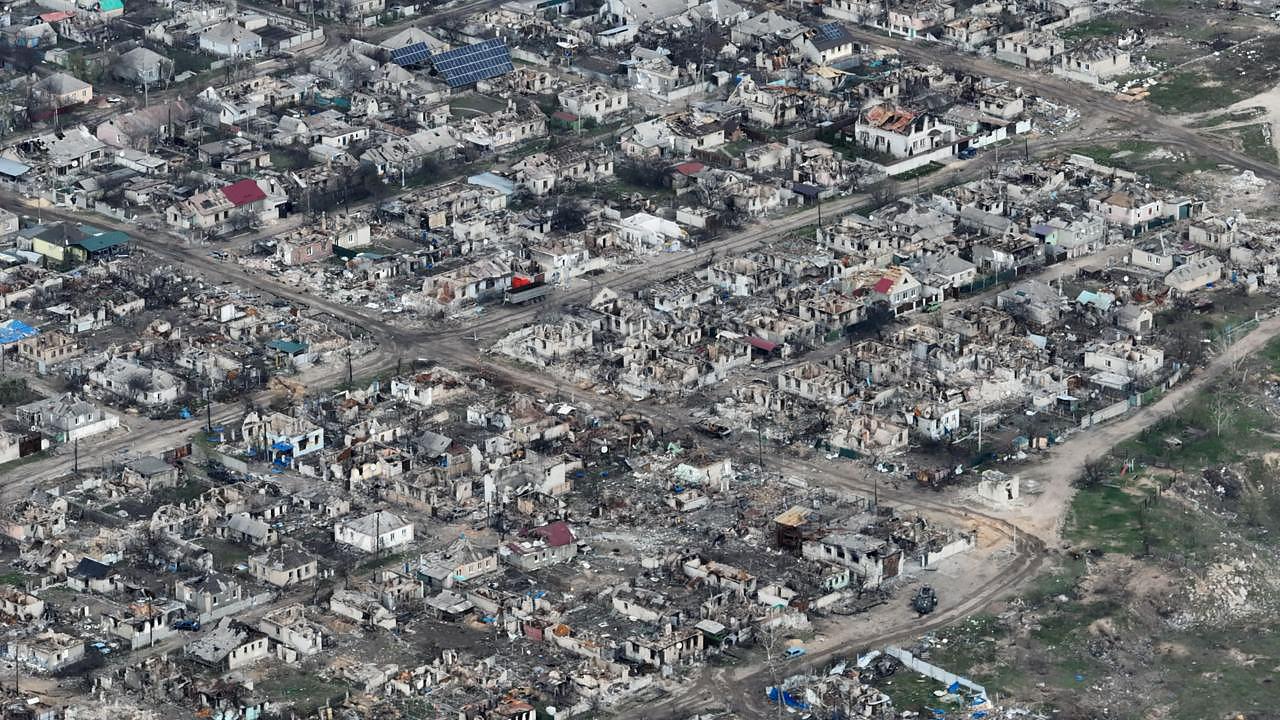
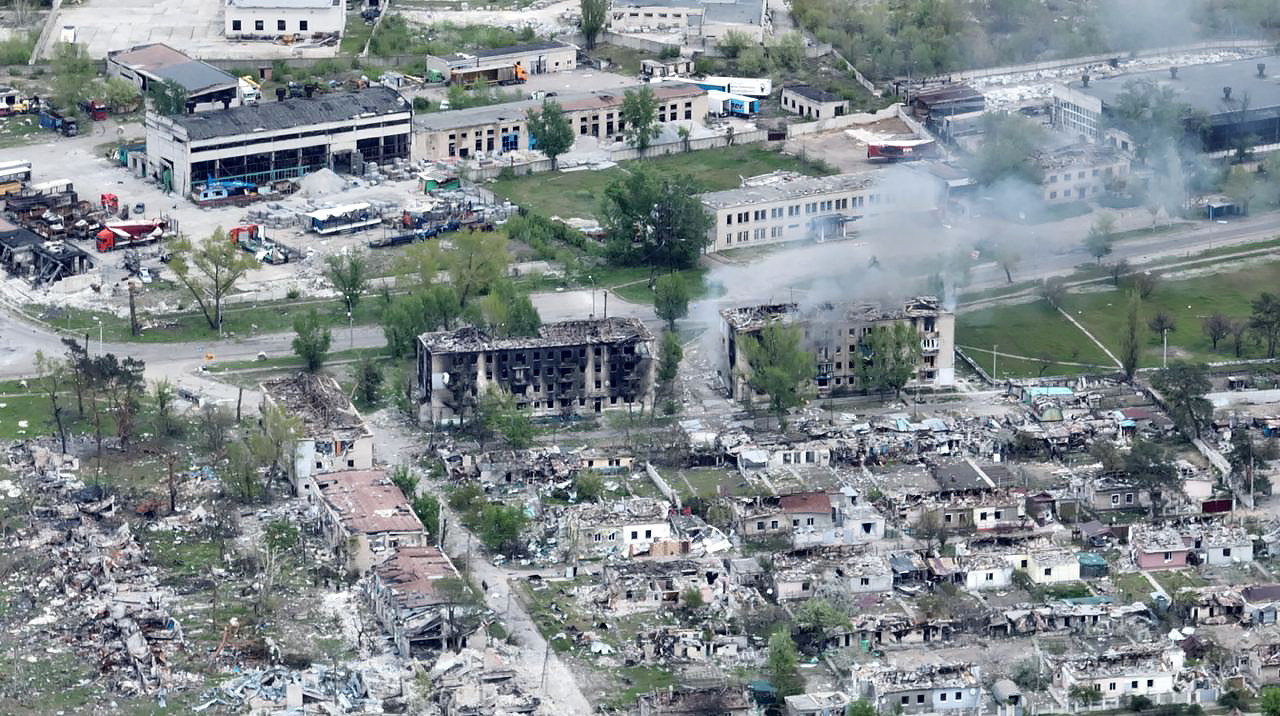